# Autoroute des Deux Mers
L'autoroute des Deux Mers (autostrada dei Due Mari) è un'autostrada francese che collega l'oceano Atlantico col mar Mediterraneo passando per Tolosa. Si compone di due autostrade: l'autoroute A62 (Bordeaux - Tolosa) e l'autoroute A61 (Narbona/allacciamento con A9 - Tolosa). Misura complessivamente 377 km.
Si tratta di un'autostrada a 2 corsie per senso di marcia per la maggior parte del suo percorso. Il tratto di 67 km tra Montauban e lo svincolo con l'autoroute A66 è a 3 corsie per senso di marcia.
L'autostrada è a pedaggio, a esclusione del primo tratto di 10 km tra Bordeaux e La Brède e della tangenziale di Tolosa.
L'autoroute des Deux Mers è gestita da Vinci Autoroute. Il pedaggio per un'autovettura è di 34,00 € (giugno 2019) per l'intera tratta.